# Батак (село)
Вижте пояснителната страница за други значения на Батак.
Батак е село в Северна България. То се намира в община Павликени, област Велико Търново.

## Забележителности
Налични са функциониращо читалище с библиотека, детска градина и основно училище.

## Население
Преброяване на населението през 2011 г.
Численост и дял на етническите групи според преброяването на населението през 2011 г.:
|                     | Численост | Дял (в %) |
| Общо                | 888       | 100,00    |
| Българи             | 698       | 78,60     |
| Турци               | 143       | 16,10     |
| Цигани              | 30        | 3,37      |
| Други               | 0         | 0,00      |
| Не се самоопределят | 0         | 0,00      |
| Неотговорили        | 4         | 0,45      |

## Събития
Всяка първа събота на ноември в селото се провежда събор.